# Station Lüchtringen
Station Lüchtringen (Haltepunkt Lüchtringen) is een spoorwegstation in de Duitse plaats Lüchtringen, in de deelstaat Noordrijn-Westfalen. Het station ligt aan de spoorlijn Langeland - Holzminden. Lüchtringen had tot 2006 nog een station aan de spoorlijn Scherfede - Holzminden, maar deze lijn is opgebroken.

## Indeling
Het station heeft één zijperron, die is niet overkapt maar voorzien van abri's. Het perron is te bereiken vanaf de straat Westfalenstraße. In deze straat bevindt zich ook de bushalte van het station. Daarnaast staat langs het perron ook het stationsgebouw van het station, maar deze wordt niet meer als dusdanig gebruikt.

## Verbindingen
De volgende treinserie doet het station Lüchtringen aan:
| Serie | Treinsoort                  | Route                                                                        | Bijzonderheden                                                                 |
| ----- | --------------------------- | ---------------------------------------------------------------------------- | ------------------------------------------------------------------------------ |
| RB 84 | Regionalbahn (NordWestBahn) | Paderborn Hbf – Bad Driburg (Westf) – Lüchtringen – Holzminden – (Kreiensen) | Egge-Bahn 1x per twee uur van/naar Kreiensen, gekoppeld in Ottbergen aan RB 85 |